# Munna stephenseni
Munna stephenseni är en kräftdjursart som beskrevs av Gurjanova1933. Munna stephenseni ingår i släktet Munna och familjen Munnidae. Inga underarter finns listade i Catalogue of Life.